# لاندیونا
لاندیونا (به ایتالیایی: Landiona) یک کومونه در ایتالیا است که در استان نووارا واقع شده‌است.

## خصوصیات
لاندیونا ۷٫۳ کیلومترمربع مساحت و ۶۰۰ نفر جمعیت دارد.